# Jason Koumas
Jason Koumas (Wrexham, Wales, 1979. szeptember 25. –) walesi labdarúgó.

## Pályafutása

### Klubszinten
Jason ifiként a Liverpoolban olyan játékosokkal játszott együtt, mint Michael Owen, vagy Steven Gerrard. Aztán 1998-ban a Tranmere Rovers csapatában kezdte el a profi pályafutását. Már akkor felfigyeltek kivételes képességeire, így 2.25 millió font fejében eligazolt az első osztályú West Bromwich Albionhoz. A 2005–2006-os szezont kölcsönben a másodosztályú Cardiff Cityben töltötte. A következő szezont megint a WBA mezében töltötte olyan sikeresen, hogy 2007 márciusában kiérdemelte a szezon legjobbjának járó díjat. Azonban a West Brommal nem sikerült a feljutás (a Play-Off fináléban csapata 1–0-ra veszített), így Koumas eligazolt a Wigan Athletic csapatához.

### Wigan Athletic
A két csapat 2007 júliusában egyezett meg a játékos átigazolásáról. Koumas július 10-én lett véglegesen a Wigan játékosa 5.3 millió font ellenében. A csapatban 2007. augusztus 11-én debütált az Everton ellen idegenben. A következő hónapban játszotta 300. bajnoki mérkőzését, amin megszerezte első gólját a Wigan-ben egy tizenegyessel, amivel pontot mentett csapatának a Fulham ellen.

### Tranmere Rovers
2013-ban, 33 évesen visszatért nevelő egyesületéhez, ahol még két szezont futballozott. A csapat borzasztóan gyenge teljesítménye, azonban nem sarkallta karrierje további folytatására, így 2015. július 10-én bejelentette visszavonulását.

### A válogatottban
Koumasnak ciprusi származása lévén karrierje elején döntenie kellett, hogy Wales, vagy Ciprus válogatottjában szeretne futballozni; előbbi mellett döntött. Koumas főszerepet vállalt a 2004-es portugáliai EB-re majdnem kijutó walesi válogatott teljesítményéből.
2008. június 1-jétől a válogatott kapitányaként tevékenykedett, de 2009. szeptember 6-án lemondta a válogatottságot.

## Külső hivatkozások
- Jason Koumas pályafutásának statisztikái a Soccerbase oldalon (angolul)

- Jason Koumas profilja a Wigan Athletic hivatalos weboldalán
- Profilja a Walesi Labdarúgó-szövetség hivatalos weboldalán Archiválva 2008. szeptember 7-i dátummal a Wayback Machine-ben